# Магнітне схилення

Зміна ізогон магнітного схилення в період 1590—1990 років

Магні́тне схи́лення (також схилення магнітної стрілки) — кут між магнітним і географічним меридіанами в обраному місці земної поверхні. Вважається додатним, якщо північний кінець магнітної стрілки відхиляється на схід від географічного меридіана, і від'ємним — якщо на захід. Для вимірювання величини магнітного схилення використовують прилад — деклінатор.
Явище магнітного схилення викликане тим, що магнітні полюси Землі не збігаються з географічними. Величина схилення розрізняється в різних місцях Землі, а точки з однаковим магнітним схиленням з'єднуються лініями — ізогонами. Ізогона, магнітне схилення на якій дорівнює нулю (магнітний меридіан збігається з географічним), називається агонічною лінією. Внаслідок постійного переміщення магнітних полюсів величина магнітного схилення в тій самій точці земної кулі змінюється з часом, тому відповідні мапи і таблиці мусять регулярно оновлювати.
У навігації курс без врахування магнітного схилення (обчислений на основі показань магнітного компаса з врахуванням девіації) називається магнітним курсом, з поправкою на схилення — справжнім.